# Parrocchia delle Grenadine
La parrocchia delle Grenadine (in lingua inglese Grenadines Parish) è una delle sei parrocchie di Saint Vincent e Grenadine e include la parte settentrionale delle isole Grenadine  con 9.200 abitanti (dato 2000).
La città principale è Port Elizabeth.

## Isole
La parrocchia comprende le seguenti isole:
- All Awash Island (12°55′N 61°08′W)
- Baliceaux (Baliceaux Island, 12°57′N 61°08′W)
- Battowia (Battowia Island, 12°58′N 61°08′W)
- Bequia (13°01′N 61°13′W)
- Canouan (Canouan Island, 12°43′N 61°20′W)
- Catholic Island (12°40′N 61°24′W)
- Church Cay (12°57′N 61°08′W)
- Dove Cay (12°41′N 61°21′W)
- L'Islot (12°41′N 61°21′W)
- Mayreau (12°39′N 61°23′W)
- Mustique (12°53′N 61°11′W)
- Petit Canouan (12°47′N 61°17′W)
- Petit Cay (12°50′N 61°12′W)
- Petit Mustique (12°51′N 61°12′W)
- Petit Nevis (12°58′N 61°15′W)
- Petit Saint Vincent (12°32′N 61°23′W)
- Pigeon Island (12°57′N 61°17′W)
- Palm Island (12°35′N 61°24′W)
- Quatre (Isle à Quatre, 12°57′N 61°15′W)
- Rabbit Island (12°51′N 61°10′W)
- Red Island (12°36′N 61°25′W)
- Saint Elairs Cay (12°59′N 61°14′W)
- Sand Cay (12°36′N 61°26′W)
- Savan (Savan Island, 12°48′N 61°12′W)
- The Pillories (Les Piloris, 12°54′N 61°10′W)
- Tobago Cays (12°38′N 61°21′W)
- Union Island (12°36′N 61°26′W)